# Advanced Research and Global Observation Satellite

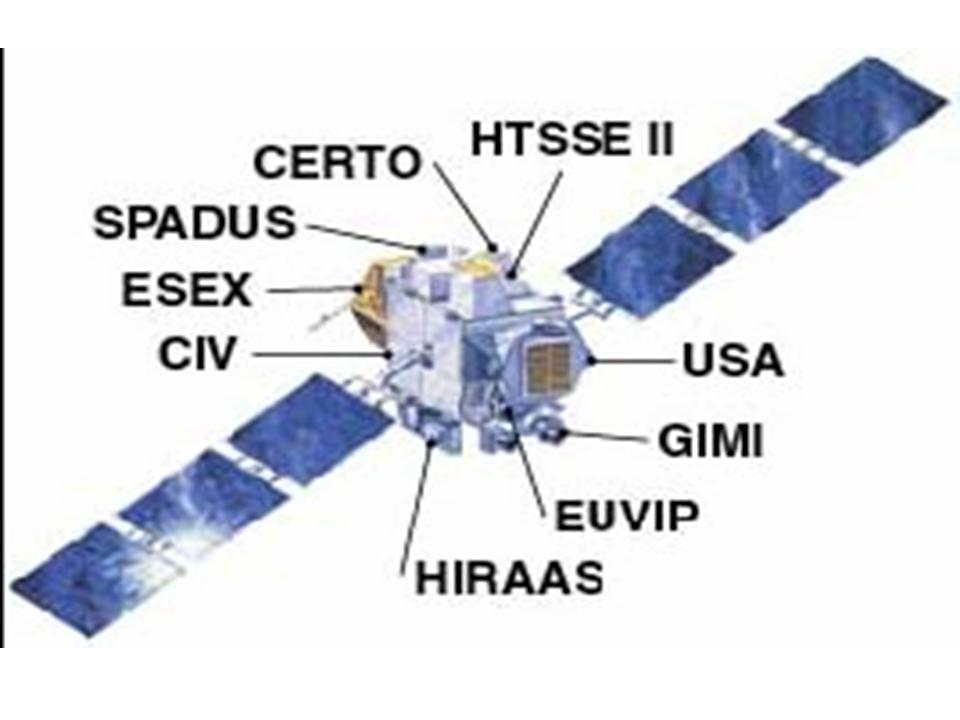
Representação artística do satélite ARGOS

O Advanced Research and Global Observation Satellite, também conhecido pelo seu acrônimo ARGOS e pela designação P91-1, é um satélite artificial da Força Aérea dos Estados Unidos lançado no dia 23 de fevereiro de 1999 por meio de um foguete Delta II 7920 a partir da Base da Força Aérea de Vandenberg.

## Características
O ARGOS foi dedicado a fazer novos testes de tecnologias no espaço e é o maior e mais capaz membro do programa STP (Space Test Program) da USAF.
O satélite leva nove cargas úteis principais e 30 experimentos:
- High Temperature Super Conducting Experiment II (HTSSE): experiência de supercondutividade a alta temperatura desenvolvido pelo Laboratório de Pesquisa Naval.
- Extreme Ultraviolet Imaging Photometer (EUVIP): experiência para caracterizar o comportamento da atmosfera superior ante à radiação ultravioleta.
- Unconventional Stellar Aspect (EUA): observação em raio-x de fontes brilhantes, como sistemas binários e estrelas de nêutrons. As observações, além de sua utilidade em astrofísica, usaram-se para experimentar novos métodos de navegação e para fazer o primeiro estudo tomográfico da atmosfera terrestre.
- Electric Propulsion Space Experiment (ESEX): demonstração de um novo sistema de propulsão elétrico de alta potência usado através de uma fonte de energia de 26 kilowatts e amônia como propelente.
- Space Dust (SPADUS): medição da velocidade e direção do impacto da poeira espacial.
- Critical Ionization Velocity (CIV): experiência de libertação de gases (xénon e dióxido de carbono) em um ponto sobre a Terra correspondente à posição do telescópio de Maui para investigar processos de ionização.
- High Resolution Airglow / Aurora Spectroscopy (HIRAAS)
- Global Imaging Monitor of the Ionosphere (GIMI)
- Coerentes Rádio Topography Experiment (CERTO)